# Swinburne Island
Swinburne Island est l'une des deux îles artificielles créée dans Lower New York Bay, à l'est de South Beach à Staten Island pour la quarantaine des immigrants.

## Toponymie
L'île portait à l'origine le nom de Dix Island mais fut ensuite renommé en l'honneur du docteur John Swinburne (1820–1899), un chirurgien militaire durant la guerre de Sécession.

## Géographie
L'île s'étend sur 4 acres (0,016 km2).

## Histoire
Après plusieurs pandémies de choléra au XIXe siècle, le gouvernement fédéral construisit les îles de Swinburne et Hoffman pour servir de zone de quarantaine pour les immigrants arrivant par bateau et transportant avec eux des maladies contagieuses. Avec Hoffman Island, qui a été construite en 1873, Swinburne fut utilisée au XXe siècle pour la quarantaine des immigrants atteints de maladies contagieuses arrivant aux États-Unis par New York. Les immigrants suspectés de telles maladies étaient transportés à l'hôpital de quarantaine et n'étaient pas autorisés à se rendre sur Ellis Island tant qu'ils n'étalent pas considérés comme guéris de ces maladies. L'île fut utilisée pour accueillir les patients atteints de choléra lors de la dernière épidémie américaine de 1910-1911 qui débuta par l'arrivée d'un passager de Naples arrivant sur le Moltke,. Swinburne fut la deuxième île construite à environ 1,6 km au sud de l'île Hoffman et disposait d'un crématorium.
Durant la Première Guerre mondiale, l'immigration fut réduite. Par la suite, les États-Unis votèrent la loi sur l'immigration de 1923 qui a fortement réduit l'immigration du sud et de l'est de l'Europe. À cette époque, la ville et l’État disposait de meilleures connaissances pour contenir les maladies infectieuses et par conséquent ces centres de quarantaines furent moins utilisés.
Au début de la Seconde Guerre mondiale, le United States Merchant Marine avait adopté les deux îles afin d'en faire des centres d'entraînement. Ils ouvrirent en 1938. La marine marchande construisit des huttes Quonset, toujours présentes.
Les deux îles sont aujourd'hui gérées par le National Park Service comme une partie de l'unité de Staten Island de la Gateway National Recreation Area.

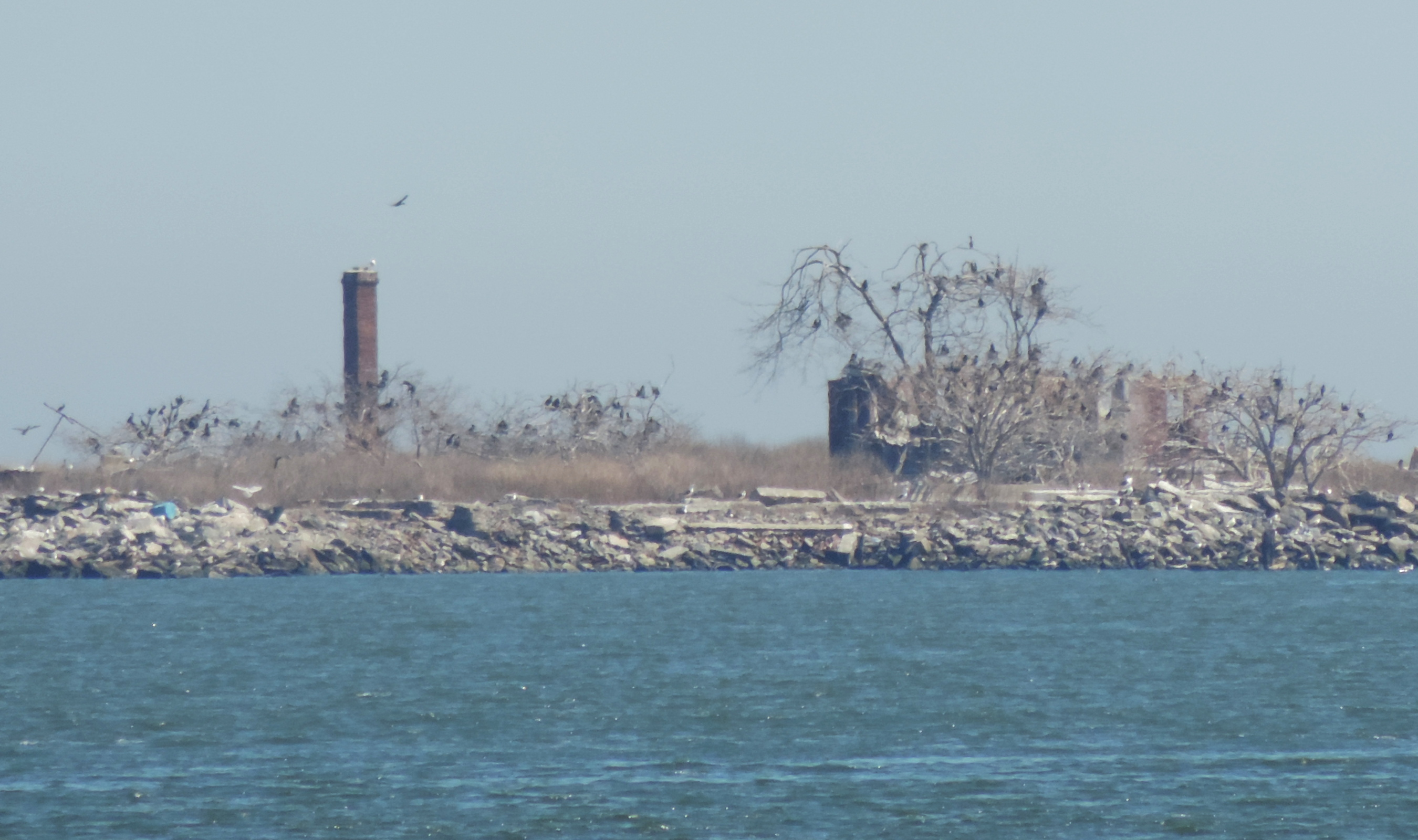
L'île Swinburne depuis Staten Island.